# Термінал ЗПГ Монтур-де-Бретань
Термінал ЗПГ Монтур-де-Бретань – інфраструктурний об`єкт для прийому, регазифікації та перевалки зрідженого природного газу на заході Франції. Розташований на узбережжі Біскайської затоки в естуарії річки Луара.
Термінал, введений в експлуатацію у 1980 році, має річну потужність 10 млрд.м3. Це дозволяло йому тривалий час (до 2005 року) залишатись найбільшим об’єктом такого роду в Європі. Для зберігання ЗПГ облаштоване сховище у складі трьох резервуарів об’ємом по 120000 м3.
Портове господарство, що має два причали, після проведеної у 2013 році модернізації може приймати газові танкери розмірів Q-Flex (220000 м3) та Q-Max (267000 м3).
Регазифікована продукція постачається у газотранспортну мережу Франції, а з 2011 року також напряму до спорудженої поруч теплоелектростанції потужністю 435 МВт. Окрім поставок регазифікованої продукції, на терміналі Монтур-де-Бретань існує можливість:
- перевалки ЗПГ на танкери;
- бункерування суден, двигуни яких використовують зріджений газ як паливо;
- відпуску ЗПГ в автоцистернах (послуга доступна з 2014 року).
Крім того, станом на 2016 рік розглядається можливість організації відправки зрідженого газу по залізниці.
Термінал знаходиться під управлінням компанії Elengy, що входить до групи енергетичного гіганту GDF Suez. Вона також здійснює управління ще двома французькими імпортними терміналами в Фос-Тонкін та Фос-Каву.